# Daniel Håkans
Daniel Noel Mikael Håkans (ur. 26 października 2000 w Vaasa) – fiński piłkarz szwedzkiego pochodzenia występujący na pozycji napastnika w polskim klubie Lech Poznań oraz w reprezentacji Finlandii.

## Sukcesy
Lech Poznań
- mistrzostwo Polski: 2024/25

## Życie prywatne
Håkans urodził się w rodzinie należącej do mniejszości szwedzkiej, zamieszkującej region Ostrobotnia w Finlandii. W dzieciństwie i wczesnej młodości posługiwał się wyłącznie językiem szwedzkim. Języka fińskiego nauczył się podczas gry w klubie Seinäjoen Jalkapallokerho.